# انجیردان
اَنجیردان یکی از آبادی‌های زیر پوشش دهستان ده تل از توابع بخش مرکزی شهرستان بستک در غرب استان هرمزگان در جنوب ایران واقع شده‌است. 
این روستا در ۲۴ کیلومتری جنوب شرقی 
رودبار واقع شده‌است. روستای جیحون در ۳۰ کیلومتری سمت شمال انجیردان قرار دارد. روستای  انجیردان  در منطقهٔ کوهستانی در ته دره‌ای	
واقع شده و آب و هوای نسبتاً خوبی دارد. برخلاف نام این آبادی، در آن درخت انجیر وجود ندارد. رودخانه شور گوده از انجیردان می‌گذرد.

## محدوده انجیردان
از شمال جیحون، از جنوب دژگان، از مغرب رودبار و از سمت مشرق به کهورستان منتهی می‌شود.

## جمعیت
جمعیت آن 507 نفر (۱۵۱ خانوار) می‌باشند که تماماً از اهل سنت از شاخه شافعی هستند یعنی از پیروان امام محمد ادریس شافعی هستند. 
روستای «انجیردان»
دارای ۵ باب مسجد، ۱۳ آب‌انبار (برکه)، که آب شرب مردم انجیردان را تأمین می‌کند، ۱ باب مدرسه ابتدایی و ۱ باب مدرسه راهنمایی و همچنین دارای ۱ باب مکتب قرآن مکتبخانه می‌باشد.

## پیشه
«انجیردان» دارای ۵۰۰ اصله نخل خرما و ۵۰۰ من زمین زیر کشت دیم می‌باشد.
پیشهٔ مردم روستا دامداری و کشاورزی است. محصولات جو و گندم، خرما و مقداری بادمجان، گوجه فرنگی، سیر، پیاز، ذرت و تنباکو است.
اقتصاد انجیردان بر پایهٔ کشاورزی و دامپروری استوار می‌باشد که کشاورزان آن به دلیل کمبود زمین در روستا در روستاهای مجاور به ویژه کهورستان مشغول به کار می‌باشند.

## پیشینه
روستای «انجیردان» دارای دیرینگی ۳۰۰ ساله می‌باشد با این وجود این روستا هنوز از نعمت آب لوله کشی و جاده آسفالت برخوردار نمی‌باشد.
این روستا نیز همانند دیگر روستاهای این منطقه از دیرباز توسط کدخداها اداره می‌شده و به دلیل موقعیت خاص جغرافیایی که داشته همیشه مورد تاخت و تاز راهزنان و اشرار منطقه بوده‌است.
به همین دلیل مردم در دو طرف کوه‌های اطراف روستا سنگرهایی برای دیده بانی و محافظت از روستا ایجاد کرده بودند که پس از سال‌ها هنوز هم بقایای آن موجود است.
روستای «انجیردان» زیر محدوده پوشش
دهستان ده تل ابتداء از روستای ایلود درغرب شروع و تا روستاهای تهر و «انجیردان» در شرق ادامه دارد به‌طوری‌که فاصله روستای انجیردان تا مرکز دهستان ده تل حدوداً ۱۰۰ کیلومتر، و تا مرکز بخش بستک ۱۵۰ کیلومتر است و این وسعت مسافت خود مسائل و مشکلات زیادی را برای ساکنین این نواحی دور افتاده رقم زده‌است.
وبا افتتاح راه روستایی «رودبار» - «انجیردان» به طول ۳۰ کیلومتر و با صرف اعتباری بالغ بر ۱۸ میلیارد ریال، رفت و آمد بیش از ۴۵۰ خانوار این مناطق جهت رفع نیازهای روزانه آن‌ها به مرکز شهر بستک تسهیل و رونق مناسبی به بخش کشاورزی مردم این مناطق بخشیده‌است.

## فهرست منابع و مآخذ
- محمدیان، کوخردی، محمد.  «شهرستان بستک و بخش کوخرد»  ج۱. چاپ اول، دبی: سال انتشار ۲۰۰۵ میلادی.
- عباسی، قلی، مصطفی،  «بستک وجهانگیریه»، چاپ اول، تهران : ناشر: شرکت انتشارات جهان معاصر، سال ۱۳۷۲ خورشیدی.
- سلامی، بستکی، احمد.  (بستک در گذرگاه تاریخ)  ج۲ چاپ اول، ۱۳۷۲ خورشیدی.
- بالود، محمد.  (فرهنگ عامه در منطقه بستک)  ناشر همسایه، چاپ زیتون، انتشار سال ۱۳۸۴ خورشیدی.
- بنی عباسیان، بستکی، محمد اعظم،  «تاریخ جهانگیریه»  چاپ تهران، سال ۱۳۳۹ خورشیدی.
- الکوخردی، محمد، بن یوسف، (کُوخِرد حَاضِرَة اِسلامِیةَ عَلی ضِفافِ نَهر مِهران Kookherd, an Islamic District on the bank of Mehran River) الطبعة الثالثة، دبی: سنة ۱۹۹۷ للمیلاد.
- بختیاری، سعید، ،  «اتواطلس ایران»  ، “ مؤسسه جغرافیایی وکارتگرافی گیتاشناسی، بهار ۱۳۸۴ خورشیدی.
- نگاره‌ها از: محمد محمدیان.
- محمد، صدیق «تارخ فارس» صفحه‌های (۵۰ ـ ۵۱ ـ ۵۲ ـ ۵۳)، چاپ سال ۱۹۹۳ میلادی.
- محمدیان، کوخری، محمد ، “ (به یاد کوخرد) “، ج۱. ج۲. چاپ اول، دبی: سال انتشار ۲۰۰۳ میلادی.
- اطلس گیتاشناسی استان‌های ایران [Atlas Gitashenasi Ostanhai Iran] (Gitashenasi Province Atlas of Iran)